# Batalla de Borny-Colombey
La batalla de Borny-Colombey fue un conflicto menor ocurrido el 14 de agosto de 1870, dentro del marco de la guerra franco-prusiana. La ruta de escape del ejército francés, al mando de François Bazaine, quedó bloqueada tras encontrarse con el I Ejército alemán liderado por von Steinmetz. Sin embargo, el resultado de la batalla no fue decisivo y los franceses consiguieron huir a Metz.
Al igual que la mayoría de los primeros enfrentamientos de la guerra, Borny no fue planificada ni buscada por ninguno de los dos bandos. Para Francia, la batalla tuvo consecuencias funestas, ya que fallaron en utilizar su superioridad numérica para obligar su paso y demoró la retirada del ejército de Metz por doce horas. Esto permitió que los prusianos tuvieran el tiempo necesario para traer su II Ejército a las órdenes del príncipe Federico Carlos, asegurando que tras los combates de los días siguientes (Mars-la-Tour y Gravelotte) el principal ejército francés quedase atrapado en Metz.